# Ângelo Calmon de Sá
Ângelo Calmon de Sá (Salvador, 1 de novembro de 1935) é um engenheiro civil, empresário, ex-banqueiro e político brasileiro.
Foi ministro da Indústria e Comércio durante o governo de Ernesto Geisel e secretário de Desenvolvimento Regional durante o governo de Fernando Collor.
Ficou conhecido quando o Banco Econômico sofreu intervenção, em 1995.

## Biografia
É filho de Francisco de Sá e de Maria dos Prazeres Calmon de Sá. De família com conexões políticas, seu avô materno foi o governador da Bahia Francisco Marques de Góis Calmon e seu tio foi o ministro da Fazenda Miguel Calmon du Pin e Almeida Sobrinho.
Formou-se engenheiro civil pela Escola Politécnica da Bahia, começando sua vida profissional como apontador na empresa Odebrecht (atual Novonor), onde viria a se tornar diretor. Iniciou sua vida pública como superintendente do recém-implantado Centro Industrial de Aratu (CIA), durante o governo de Antônio Lomanto Júnior (1962-1967). Em 1966 foi nomeado secretário de indústria e comércio pelo governador Luís Viana Filho (1967-1971), ficando em tal cargo até março de 1971, tendo acumulado nos últimos meses desse governo a titularidade da Secretaria da Fazenda.
Casou-se com Ana Maria Carvalho de Sá com quem teve quatro filhos.
Em 1971 ajudou a administrar o Banco Econômico. Em 1974 foi nomeado presidente do Banco do Brasil. Em 1976 presidiu o conselho administrativo da Brasilinvest.
Em 1977 foi nomeado pelo presidente Geisel para o ministério da Indústria e Comércio.
Com a sucessão de Geisel pelo presidente João Figueiredo, voltou ao Banco Econômico. 
Em abril de 1992 foi nomeado pelo presidente Collor para o ministério do Desenvolvimento Regional, sendo exonerado pelo seu sucessor, Itamar Franco,  em outubro de 1992 . Após isso, retornou à presidência do Banco Econômico, que em 11 de agosto de 1995 sofreu intervenção do Banco Central. O banco foi teve suas atividades comerciais suspensas por quase nove meses, sendo adquirido pelo Excel Banco em 2 de maio de 1996, com auxílio do do Proer. A junção das duas instituições formaria o Banco Excel Econômico.

## Condenação
Em virtude dos eventos que geraram a falência do Banco Econômico, Ângelo foi condenado a treze anos e quatro meses de prisão em regime fechado pela Justiça Federal no dia 3 de outubro de 2007, mais de doze anos após a intervenção, por crimes contra o Sistema Financeiro Nacional. O ex-vice-presidente José Roberto David de Azevedo também foi condenado e recebeu uma pena de seis anos, também em regime fechado.
Na sentença, o juiz considerou Ângelo o principal estrategista das irregularidades. "Promotor e mandante dos fatos da denúncia, além de destinatário dos recursos ilicitamente captados no exterior e desviados para o banco, em última análise, em seu próprio benefício", disse o juiz.
Entretanto, em entrevista ao jornalista Mário Kertész em 10 de abril de 2008, afirmou que a intervenção não passaria de perseguição política, além de ser uma ação violenta do Banco Central, deixando assim cinco milhões de clientes do Banco Econômico,  durante nove meses sem saber do paradeiro do dinheiro, acusando Ângelo Calmon de Sá de o ter desviado. 